# 柳生花しょうぶ園

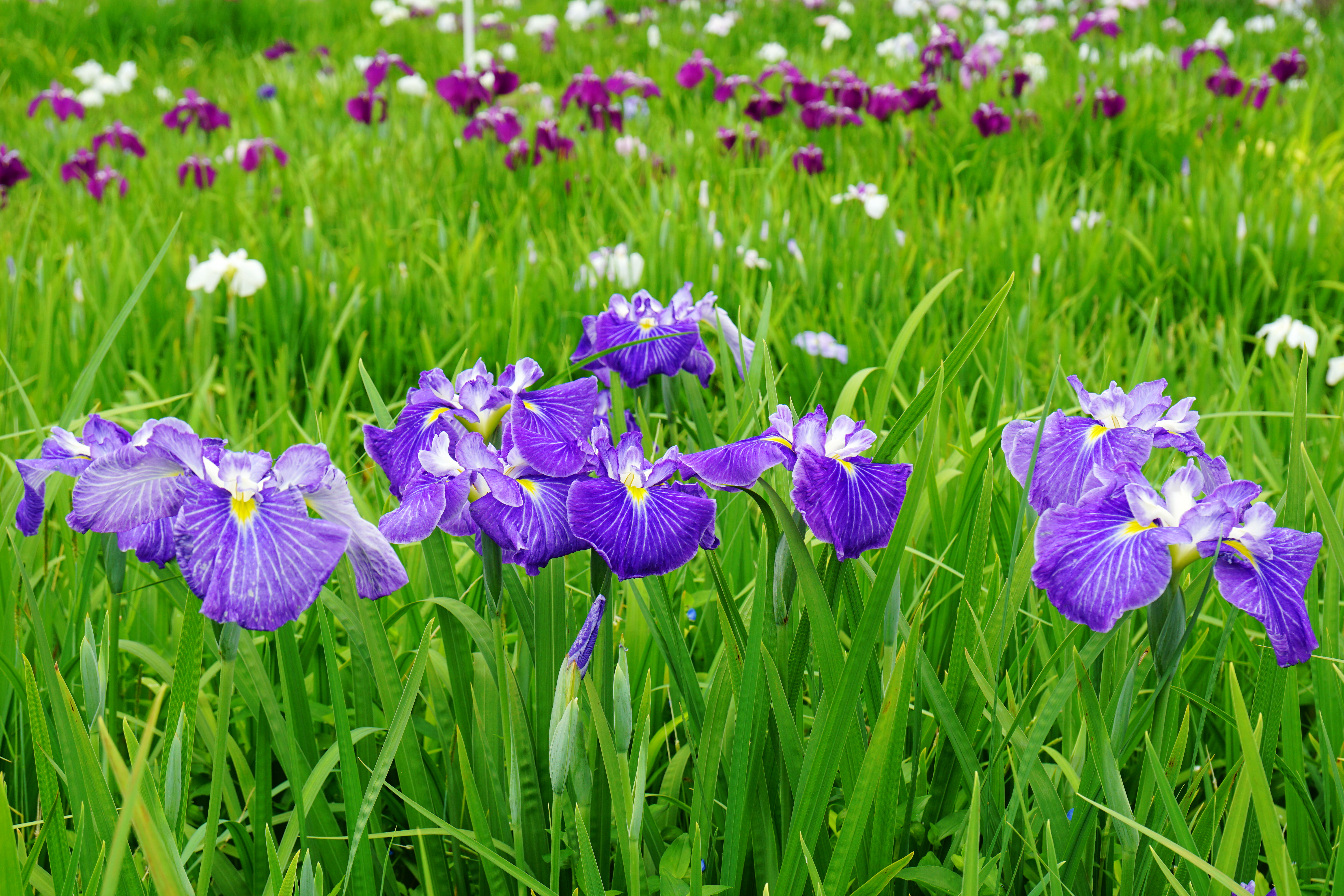
花しょうぶ園

柳生花しょうぶ園（やぎゅうはなしょうぶえん）は奈良県奈良市柳生町にある庭園。1985年（昭和60年）に開園した。園の面積は約1.0ヘクタール、立地は山裾の谷間で、その細長い敷地の奥にアジサイ園、麓に花しょうぶ園が設けられている。花しょうぶ園には80万本460品種の花しょうぶが植栽されており、毎年ハナショウブの開花時期（5月下旬から7月上旬）に合わせて一般公開される。

## 施設
- 花しょうぶ園
- アジサイ園
- 休憩所、食堂、売店、池

## 利用情報
- 開園期間 - 5月下旬から7月上旬まで
- 開園時間 - 9：00から17：00まで

## 周辺
- 柳生陣屋跡
- 小山田家分家
- 旧柳生藩家老屋敷
- 正木坂道場
- 芳徳寺
- 天石立神社